# 李六三
李六三（1963年4月—），山东菏泽人，中国国家博物馆常务副馆长，中国美协会员。

## 生平
1986年11月加入中国共产党，1987年7月参加工作，硕士研究生学历。1983年9月到1987年7月，在北京大学心理学系本科学习。1987年7月到1987年12月，在北京图书馆人事处工作。1988年1月到1991年12月，文化部干部司党政干部处干部。1991年12月到2000年12月，任北京贵宾楼饭店总经理助理，其间1999年9月到2000年9月取得美国芝加哥罗斯福大学MBA学位。2000年12月到2005年12月，任首旅集团北京永安宾馆总经理。2006年1月到2009年11月，任中航集团旅业公司董事、总经理、党委副书记。2009年12月到2011年4月，任中国国家博物馆物业发展与企管中心主任。2011年4月到2012年10月，任中国国家博物馆馆长助理兼物业发展与企管中心主任。2012年10月到2017年12月，任中国国家博物馆副馆长。2017年12月起，任中国国家博物馆常务副馆长（正局级）。